# Richard Adolf Zsigmondy
Adolf Richard Zsigmondy (1. dubna 1865 Vídeň, Rakousko – 23. září 1929 Göttingen, Německo) byl rakouský chemik, který v roce 1925 získal Nobelovu cenu za důkaz heterogenní povahy koloidních roztoků. Na severní hemisféře, na odvrácené straně Měsíce, je po něm pojmenován kráter Zsigmondy.

## Životopis
Zsigmondy napřed vystudoval na technice ve Vídni kvantitativní analýzu a pak si doplnil znalosti z organické chemie na univerzitě v Mnichově. Po skončení svého studia se stal soukromým docentem na univerzitě v Berlíně. Roku 1907, po tříleté práci ve sklárně v Jeně, ho jmenovali profesorem anorganické chemie a po nějaké době ředitelem ústavu anorganické chemie na univerzitě v Göttingenu.

## Vědecká činnost
Celou svoji vědeckou činnost se snažil Zsigmondy věnovat studiu koloidní chemie. Nejdříve se věnoval duhové barvě na skle a porcelánu, po nějaké době přešel na studium způsobu získávání koloidních roztoků a jejich ultrafiltrace. Roku 1903 se podařilo jemu a H. F. Siedentopfovi sestrojit ultramikroskop a roku 1922 ultrafiltr. S těmito pomůckami pak Zsigmondy objevil klasifikaci koloidních částeček podle viditelnosti v ultramikroskopu, a také podle vzájemného působení s rozptýleným prostředím.
Objevy Zsigmondy v oblasti koloidů měly velký význam především pro poznání živé přírody, protože všechny procesy probíhající v živých organismech jsou spojeny s koloidní povahou protoplazmy.